# Gmina Górzno (Powiat Brodnicki)
Die Gmina Górzno ist eine Stadt-und-Land-Gemeinde im Powiat Brodnicki der Woiwodschaft Kujawien-Pommern in Polen. Ihr Sitz ist die gleichnamige Stadt (deutsch Gorzno) mit 1440 Einwohnern (2016).

## Geographie

Logo des Landschaftsschutzparks

Die Gemeinde liegt im ehemaligen Westpreußen, etwa 60 Kilometer ostnordöstlich von Toruń (Thorn) und zehn Kilometer südwestlich von Lidzbark (Lautenburg) entfernt.
Auf Gemeindegebiet liegen vier Naturschutzgebiete. Der Osten der Gemeinde gehört zum waldreichen Landschaftspark Górznieńsko-Lidzbarski Park Krajobrazowy.

## Geschichte
Im Rahmen der Ersten Teilung Polens 1772 kam das Gemeindegebiet zu Preußen. Nach dem Ersten Weltkrieg wurde es aufgrund der Bestimmungen des Versailler Vertrags im Januar 1920 an die Zweite Polnische Republik abgetreten. Nach dem Überfall auf Polen wurde es 1939 deutsch besetzt und einzelne Orte wurden umbenannt.
Die Stadt-und-Land-Gemeinde besteht seit 1975, damals kam sie bis 1998 zur Woiwodschaft Toruń.

## Gliederung
In der Stadt-und-Land-Gemeinde (gmina miejska-wiejska) leben etwa 4000 Menschen. Zur Gemeinde gehören, neben der Stadt Górzno, acht Dörfer mit Schulzenämtern und weitere kleinere Ortschaften:
| polnischer Name    | deutscher Name (1815–1920) | deutscher Name (1939–1945)                     |
| ------------------ | -------------------------- | ---------------------------------------------- |
| Czarny Bryńsk      | Czarni-Brinsk              | 1939–1942 Czarni-Brinsk 1942–1945 Brenskersee  |
| Fiałki             | Brinsk-Fyalken             | 1939–1942 Brinsk-Fyalken 1942–1945 Falkengrund |
| Gołkowo            | -                          | 1939–1942 Golkowo 1942–1945 Roggenboden        |
| Górzno             | Gorzno                     | 1939–1942 Gorzno 1942–1945 Görzberg            |
| Górzno-Wybudowanie | Gut Gorzno                 | ?                                              |
| Miesiączkowo       | Miesionskowo               | 1939–1942 Miesionskowo 1942–1945 Mesenz        |
| Nowy Świat         | Neuwelt                    | Neuwelt                                        |
| Szczutowo          | -                          | 1939–1942 Szczutowo 1942–1945 Eckdorf          |
| Szynkówko          | -                          | 1939–1942 Szynkowo 1942–1945 Schenke           |
| Wierzchownia       | -                          | 1939–1942 Wierzchownia 1942–1945 Eckwalde      |
| Zaborowo           | Zaborowo                   | 1939–1942 Zaborowo 1942–1945 Waldzabern        |